# Dmytro Wynohradeć
Dmytro Wynohradeć (ukr. Дмитро Виноградець; ur. 25 maja 1985) – ukraiński niepełnosprawny pływak, dwukrotny mistrz paraolimpijski.
W 2008 roku zdobył na igrzyskach paraolimpijskich w Pekinie dwa złote medale, jeden srebrny i jeden brązowy. W 2012 roku zdobył na igrzyskach paraolimpijskich w Londynie dwa srebrne medale i jeden brązowy .